# Sheila Dorfman
Sheila Dorfman (Rio de Janeiro, 9 de abril de 1959) é uma atriz, dubladora e diretora de dublagem brasileira.
Sheila dublou, no Brasil, a maior parte dos trabalhos da Sandra Bullock, da Jamie Lee Curtis e da Halle Berry. Obteve inúmeros trabalhos no cinema e dublou personagens memoráveis na televisão como Xena (Lucy Lawless) no seriado Xena: A Princesa Guerreira, Paola Bracho em A Usurpadora, e Ryoko, em Tenchi Muyo.

## Prêmios
| Ano  | Premiação     | Categoria                        | Papel/Obra                        | Resultado | Fonte |
| ---- | ------------- | -------------------------------- | --------------------------------- | --------- | ----- |
| 2003 | Prêmio Yamato | Melhor Dubladora de Protagonista | Ryoko, em Tenchi Muyo!            | Indicada  | [ 2 ] |
| 2004 | Prêmio Yamato | Melhor Direção de Dublagem       | X-Men: Evolution\|                | Indicada  | [ 3 ] |
| 2005 | Prêmio Yamato | Melhor Direção de Dublagem       | Smallville                        | Indicada  | [ 4 ] |
| 2005 | Prêmio Yamato | Melhor Dubladora de Protagonista | Lorelai Gilmore, em Gilmore Girls | Indicada  | [ 4 ] |
| 2008 | Prêmio Yamato | Melhor Direção de Dublagem       | Smallville                        | Indicada  | [ 5 ] |
| 2009 | Prêmio Yamato | Melhor Direção de Dublagem       | Smallville                        | Indicada  | [ 6 ] |

## Lista de trabalhos
Como dubladora
- Olívia "Liv" Octavius (Doutora Octopus), em Homem-Aranha: No Aranhaverso
- Halle Berry em Mulher-Gato, A Senha: Swordfish, Por Que o Amor Enlouquece?, O Destino de uma Vida (TV paga), A Viagem; Para Maiores, X-men: Dias de Um Futuro Esquecido, Kingsman: O Círculo Dourado
- Melanie Griffith em Morando com o perigo
- Vivian Wood (Kelly Lynch) em As Panteras e A Malandrinha;
- Eve Gordon como Diane em Honey, We Shrunk Ourselves
- Xena (Lucy Lawless) no seriado Xena: A Princesa Guerreira;[1]
- Monica Geller (Courteney Cox Arquette) no seriado Friends;
- Lorelay Gilmore (Lauren Graham) no seriado Tal Mãe, Tal Filha, A Volta do Todo Poderoso, Jogada de Gênio, participação em Studio 60;
- Mística, em X-Men: Evolution
- Tia Jordan (Jessica Capshaw) em O Homem da Casa;
- Ryoko, em Tenchi Muyo;
- A mãe do Andy, em Toy Story 1 (3D), 2 (3D), 3 (3D) e 4 (3D);
- Bobbie em O Bicho vai Pegar 1, 2, 3 (TV) e 4 (TV)
- Cruella DeVil em 101 Dálmatas II - A Aventura de Patch em Londres
- Edna em O Segredo dos Animais
- Rainha Vitória em Piratas Pirados
- Anne Heche em Pela Vida de um Amigo, Volcano: A Fúria, Seis Dias, Sete Noites, Psicose, Donnie Brasco, Homens às Pencas, participação em Everwood - Uma Segunda Chance;
- A mãe do D. J. Drake (Joan Cusack) em Looney Tunes - de Volta à Ação;
- Cléo em Clifford, o Gigante Cão Vermelho (O Filme);
- Peggy Sunshine e Pulga 3 do antigo programa infantil TV Colosso da Rede Globo;
- Susan Sarandon em A Estranha Família de Igby, Thelma & Louise, Uma Mulher de Valor, Sorte No Amor, O Dono da Noite, Unidos para Sempre, Loucos de Paixão, Lado a Lado, As Bruxas de Eastwick, Speed Racer, Como Cães e Gatos (voz)
- Cameron Diaz -  As Panteras: Detonando, O Casamento do Meu Melhor Amigo, Uma Prova de Amor, O Besouro Verde, Professora Sem Classe
- Jennifer Grey - Dirty Dancing - Ritmo Quente, É Como Você Sabe, Cotton Club
- Glenne Headly - Pensamentos mortais, Confissões de uma adolescente em crise, Dick Tracy, Acertando as Contas com o Papai (VHS)
- Helen Hunt - A Maldição do Escorpião de Jade, O Paraíso te Espera, A Corrente do Bem, Twister, Do que as Mulheres Gostam (TV e DVD), Gritos de Revolta (DVD), Marcados pelo Ódio, Mr. Saturday Night - A Arte de Fazer Rir, Dr. T e as Mulheres (TV paga), Bobby (TV), Empire Falls, Louco por Você
- Lourdes Munguía - Ofélia Beltrán em O Privilégio de Amar
- Andie McDowell -  Feitiço do Tempo (DVD), Hudson Hawk - O Falcão está à Solta, Michael - Anjo e Sedutor, Green Card - Passaporte para o Amor, Eu, Minha Mulher e Minhas Cópias, Muppets - O Filme, Ricos, Bonitos e Infiéis, Um Salão do Barulho, Jantar com Amigos (TV Paga), Segredo dos Animais (voz)
- Lea Thompson - A Família Buscapé, Sexo Casual, Os Batutinhas (Globo)
- Diane Lane - Jack, Crime Na Casa Branca, Procura-se Amor Que Goste De Cachorros, Mar Em Fúria, Noites de Tormenta
- Gabriela Spanic - Paulina Martins/Paola Bracho na novela A Usurpadora, Maria do Céu na novela Por teu Amor, Ivana Dorantes em A Dona, Virginia Martinez/Vanessa Martinez em A Intrusa e Fernanda Montelongo em Se Nos Deixam.
- Sandra Bullock - A Casa do Lago, Miss Simpatia, Miss Simpatia 2 - Armada e Poderosa, Amor à Segunda Vista, Cálculo Mortal, Divinos Segredos, Velocidade Máxima, Velocidade Máxima 2, Desafio Final, Dinheiro Não é o Meu Negócio, O Demolidor, Um Tira à Beira da Neurose, Tempo de Matar, Forças do Destino, A Armadilha do Amor, Corações Roubados, Da Magia a Sedução, Enquanto Você Dormia, Poção de Amor N º 9, Quando a Festa Acabar, A Proposta, Maluca Paixão, Um Sonho Possível, Tão Perto e Tão Forte, As Bem Armadas, Gravidade, Bird Box.
- Jamie Lee Curtis - Sexta-Feira Muito Louca, Um Natal Muito, Muito Louco, Perdido Pra Cachorro, Você de Novo, Halloween H20 - 20 Anos Depois (TV) e Halloween (2018)
- Sra. Read - Arthur
- Beverly D'Angelo - National Lampoon's Vacation
- Lili Taylor - Invocação do Mal
- Kristin Scott Thomas em Uma Paixão em Florença, O Paciente Inglês, Tempo de Recomeçar
- Brooke Smith - O Silêncio dos Inocentes
- Dinah Manoff - Brinquedo Assassino
- Suzy Amis - Titanic
- A mãe de Ted Wiggins - O Lorax: Em Busca da Trúfula Perdida
- Mortrança - Ben 10
- Gabi (rã) - Rio 2
- Natasha Richardson, em Operação Cupido
- Amy Yasbeck como Joni Daniels - As Visões da Raven.
- Mulher-Gato na maioria dos filmes do Universo Animado da DC e em Lego Batman 3: Beyond Ghotam.
- Heather Donahue em A Bruxa de Blair (DVD)
- Nox, a Deusa da Noite - Smite
- Athena em Overwatch[7]
- Gália em Os Cavaleiros do Zodíaco Ômega
- Duquesa em A Mansão Foster para Amigos Imaginários
- Vidalia e Zircon Amarelo em Steven Universo
- Margueritte Grey em O Segredo Além do Jardim
- Maga Patológica em DuckTales: Os Caçadores de Aventuras
- Melissa McCall (Melissa Ponzio) em Teen Wolf (série de 2011) na dublagem para Netflix

Como atriz
- De Quina Pra Lua (Rede Globo, 1985) Marcela